# Filippo Fortin
Filippo Fortin (* 1. Februar 1989 in Monselice) ist ein italienischer Radrennfahrer.

## Sportliche Laufbahn
Mit dem Radsport begann  im Alter von sieben Jahren. Seine ersten Erfolge erzielte er auf der Bahn: 2007 wurde er italienischer Meister in der Mannschaftsverfolgung der Juniorenklasse, 2011 mit Omar Bertazzo, Alessandro De Marchi und Giairo Ermeti in der Eliteklasse gewann er diesen Titel 2011. Auf der Straße gewann Fortin 2011 eine Etappe der Vuelta Ciclista de Chile. Bei der Straßenrad-Weltmeisterschaft in Kopenhagen belegte er im Straßenrennen der U23-Klasse den sechsten Platz.
Ende der Saison 2011 erhielt Fortin einen Vertrag als Stagiaire beim Professional Continental Team Androni Giocattoli-C.I.P.I als Stagiaire. 2012 fuhr Fortin für das Team Type 1-Sanofi und wechselte 2013 für zwei Jahre zum Team Bardiani Valvole-CSF Inox, um danach fast jährlich das Team zu wechseln. In den folgenden Jahren gewann er kleinere Rennen sowie Etappen von Rundfahrten wie unter anderem der Slowakei-Rundfahrt (2015), der Serbien-Rundfahrt (2016), der Flèche du Sud (2017 und 2018). 2018 entschied er zudem jeweils eine Etappe der Czech Cycling Tour sowie der Szlakiem Walk Majora Hubala für sich. Parallel war Fortin im Bereich Fixed Gear Racing aktiv, wo Kriterien auf Bahnrädern ausgetragen werden, und gewann 2018 die Gesamtwertung der Red Hook Series.
Nach dem erfolgreichen Jahr 2018 wechselte Fortin zur Saison 2019 mit Cofidis noch einmal zu einem UCI Professional Continental Team, um jedoch bereits nach einem Jahr zum vorherigen Team Felbermayr Simplon Wels zurückzukehren. Danach blieb er im deutschsprachigen Raum und wurde 2021 Mitglied im Team Vorarlberg und zuletzt 2022 bei den Maloja Pushbikers. Mit dem Gewinn der zweiten Etappe und der Führung in der Gesamtwertung für einen Tag bei Belgrad-Banja Luka 2022 bescherte er den Maloja Pushbikers den ersten Sieg bei einem UCI-Rennen überhaupt und auch das erste Leadertrikot bei einer Rundfahrt. Mit seinen sechs Saisonerfolgen 2023 machte er die Maloja Pushbikers zum besten deutschen Continental Team der Saison.

## Erfolge

### Bahn
2007
- Italienischer Meister – Mannschaftsverfolgung (Junioren) mit Mario Sgrinzato, Mirko Tedeschi und Elia Viviani

2011
- Italienischer Meister – Mannschaftsverfolgung mit Omar Bertazzo, Alessandro De Marchi und Giairo Ermeti

### Straße
2011
- eine Etappe Vuelta Ciclista de Chile

2015
- eine Etappe Slowakei-Rundfahrt

2016
- GP Adria Mobil
- Banja Luka-Belgrad II
- zwei Etappen und Punktewertung Serbien-Rundfahrt

2017
- GP Izola
- eine Etappe CCC Tour-Grody Piastowskie
- Berner Rundfahrt
- eine Etappe und Punktewertung Flèche du Sud
- eine Etappe Oberösterreich-Rundfahrt

2018
- GP Adria Mobil
- eine Etappe Rhône-Alpes Isère Tour
- eine Etappe Flèche du Sud
- eine Etappe Szlakiem Walk Majora Hubala
- eine Etappe Oberösterreich-Rundfahrt
- eine Etappe Czech Cycling Tour

2021
- eine Etappe Istrian Spring Trophy

2022
- eine Etappe Belgrad-Banja Luka

2023
- eine Etappe Belgrad-Banja Luka
- eine Etappe Tour of Estonia
- eine Etappe Tour of Bulgaria
- Gesamtwertung und zwei Etappen In the footsteps of the Romans